# Andricus gallaeurnaeformis
Andricus gallaeurnaeformis é uma espécie de insetos himenópteros, mais especificamente de vespas pertencente à família Cynipidae.
A autoridade científica da espécie é Fonscolombe, tendo sido descrita no ano de 1832.
Trata-se de uma espécie presente no território português.